# Nepytia mariaria
Nepytia mariaria là một loài bướm đêm trong họ Geometridae.